# Іркутське водосховище
Іркутське водосховище — водосховище утворене Іркутською ГЕС на річці Ангара; також має у своєму складі озеро Байкал, рівень якого було піднято на 1,46 м. Територіально розташоване в Іркутській області і республіці Бурятія, Росія. Разом з озером Байкал — найглибше озеро у світі — є найглибшим водосховищем.

## Основні характеристики
Корисний об'єм річковий та озерної частини складає, відповідно, 0,07 км³ та 31,5 км³. Річкова частина водосховища використовується для добового регулювання стоку, озерна частина становить 99% від загального об'єму і дозволяє забезпечувати глибоке багаторічне і річне регулювання стоку та рівномірність роботи не тільки Іркутської ГЕС, але і всього каскаду Ангарських електростанцій.

## Історія
Будівництво Іркутської ГЕС розпочали в 1950, закінчили в 1958. Перше заповнення водосховища здійснювалось протягом семи років. Незважаючи на те, що ГЕС є низьконапірною русловою станцією, у зоні затоплення та підтоплення Іркутського водосховища виявилося 138,6 тис. га, у тому числі 32,3 тис. га земель сільгосппризначення, більше 200 населених пунктів, ділянка автостради Іркутськ-Листвянка і частина Навколобайкальської залізниці (дільниця Іркутськ-Михалева-Подорвіха-Байкал). Із зони затоплення було переселено 3,3 тис. дворів і 17 тис. чоловік.
За проектом корисний об'єм ангарської частини водосховища становив 2,5 км³, тоді як об'єм Байкальської ділянки — 46,4 км ³. У порівнянні з початковими межами зміни рівня висота відпрацювання від ППР була зменшена на 0,5 м і на 2009 становить 1 метр.

## Протипаводкове значення
До будівництва Іркутської ГЕС та заповнення Іркутського водосховища рівень режим річки Ангари в районі її витоку був досить незвичайним і визначався не кількістю опадів або таненням снігу у сточищі річки, а значенням температури повітря в області річища. У верхній течії річки приплив з глибоководних шарів озера Байкал зберігає високу температуру води протягом усієї зими, що знаходило віддзеркалення в пізньому її замерзанні біля Іркутська — як правило, льодостав наставав в січні. Велике падіння річки, разом з низькими температурами повітря взимку, приводили до інтенсивного утворення шуги, яка заповнювала річище і була причиною підйому води. Високий рівень Ангари зберігався щозими, а з весни по осінь був набагато більш низьким. Сильні морози в січні перед льодоставом могли стати причиною катастрофічних повеней. Такими, наприклад, були січневі паводки 1870 , 1900 , 1939 і 1952 рр.., що мали місце при настанні сорокаградусних морозів і приводили до значних підтоплень Іркутську.

## Дивись також
- Ангарський каскад ГЕС